# داپتو، نیو ساوت ولز
داپتو (به انگلیسی: Dapto) یک حومه شهر در استرالیا است که در نیو ساوت ولز واقع شده‌است.